# درب زيارت جشمة (غرمسار كرمان)
درب زیارت جشمة (بالفارسية: درب زیارت چشمه) هي قرية تقع في إيران في قسم غرمسار الریفي. يقدر عدد سكانها بـ 0 نسمة بحسب إحصاء 2016.